# Brandon Vazquez
Brandon Vazquez Toledo, beter bekend onder de spelersnaam Brandon Vazquez ( Chula Vista, Californië, 14 oktober 1998) is een Amerikaans voetballer die doorgaans als  aanvaller speelt. Vazquez komt uit voor Atlanta United FC in de Major League Soccer.

## Clubcarrière
Vazquez speelde in de jeugd voor het Mexicaanse Club Tijuana. Hij vertrok in 2017 naar het Amerikaanse Atlanta United FC. Op 22 april 2017 maakte Vazquez zijn debuut in de Major League Soccer. Tijdens de wedstrijd tegen Real Salt Lake viel hij in en scoorde in de blessuretijd zijn eerste doelpunt.

## Interlandcarrière
Vazquez maakte deel uit van verschillende Amerikaanse nationale jeugdelftallen.